# Emidio Cavigioli
Emidio Cavigioli (3. červenec 1925 Omegna, Italské království – 23. únor 2015 Busto Arsizio, Itálie) byl italský fotbalový útočník.
Fotbalovou kariéru začal v roce 1943 v Novaře již 17 letech. Od roku 1945 hrál kromě jedné sezony v Turíně za Pro Patrii, kde zůstal až do roku 1956 když odešel dohrát kariéru do Varese.
Za reprezentaci odehrál dvě utkání na OH 1948, kde vstřelil tři branky.

## Hráčské úspěchy

### Reprezentační
- 1× na OH (1948)